# 格拉伯斯多夫
格拉伯斯多夫（德語：Grabersdorf）是奥地利施泰尔马克州费尔德巴赫县的一个市镇。总面积6.37平方公里，总人口371人，人口密度58.2人/平方公里（2001年）。